# Artesian
Artesian é uma cidade  localizada no estado norte-americano de Dakota do Sul, no Condado de Sanborn.

## Demografia
Segundo o censo norte-americano de 2000, a sua população era de 157 habitantes. 
Em 2006, foi estimada uma população de 144, um decréscimo de 13 (-8.3%).

## Geografia
De acordo com o United States Census Bureau tem uma área de 
1,4 km², dos quais 1,4 km² cobertos por terra e 0,0 km² cobertos por água. Artesian localiza-se a aproximadamente 402 m acima do nível do mar.

## Localidades na vizinhança
O diagrama seguinte representa as localidades num raio de 28 km ao redor de Artesian. 